# Lac Nettilling
Le lac Nettilling [nech'iling] est un lac d’eau douce situé au sud de l'île de Baffin dans le territoire du Nunavut au Canada. Il se situe sur la grande plaine de Koukdjuak à 280 km au nord d'Iqaluit. Le nom du lac tire probablement son nom du mot « netsilak » qui signifie phoque annelé en inuktitut, et cette espèce y est d'ailleurs présente en petit nombre. La côte sud du lac fut explorée en 1883 par Franz Boas.
Le lac Nettilling est le plus grand lac du Nunavut avec ses 5 542 km2, le 11e plus grand lac du Canada, ainsi que le plus grand lac au monde situé sur une île. Son altitude est de 30 mètres et sa longueur de 123 km. Il est alimenté par le lac Amadjuak, le deuxième plus grand de l'île de Baffin, et par plusieurs autres plus petits lacs. Il se déverse à l’est dans le bassin de Foxe via la rivière Koukdjuak qui est peu profonde.
La partie orientale du lac est peu profonde et recouverte d’innombrables petites îles. Par contre, la partie occidentale est profonde et sans île. Fait intéressant, le cercle arctique traverse le lac.

## Faune
Le lac est gelé une grande partie de l’année et un petit nombre de phoques annelés y sont présents entre la fin du printemps et la 1re moitié de l'été.
On y a dénombré seulement trois espèces de poissons : l'omble chevalier, l'épinoche à trois épines et l'épinoche à neuf épines. La toundra environnante au lac est une zone importante pour les caribous.